# 13-й знак
«13-й знак» (англ. The 13th Sign) — английский фильм ужасов 2000 года режиссёров Джонти Эктона и Адама Мэйсона.

## Сюжет
Это было на восьмой день рождения Лэни, когда её отец отнял жизни у пятнадцати человек, прежде чем застрелился сам, и ужасные крики их соседей всё ещё преследуют Лэни, когда она стала подростком. Зло не умерло с отцом Лэни, в качестве охотника, преследующего демона, она возвращается в дом своего детства, чтобы противостоять тёмному прошлому. Она быстро приходит к выводу, что придётся взять на себя намного больше, чем простая власть над огнём, чтобы пережить ночь.

## В ролях
| Актёр          | Роль           |
| -------------- | -------------- |
| Надя Бранд     | Лэни           |
| Эрик Колвин    | Райли          |
| Джонатан Кут   | Драел          |
| Джастин Эллис  | Зэлдор         |
| Ева Грэй       | Лаура Эммерсли |
| Роб Харт       | Каел           |
| Карл Мак-Кой   | Дрэвел (голос) |
| Клеа Мейерс    | Рэйзек         |
| Сьюзан Паинтер | тётка          |
| Фредерик Рут   | Рег            |
| Робин Уолтерс  | Тиббинс        |